# Vice-presidente da Índia
O Vice-presidente da Índia é o segundo mais alto cargo do governo indiano, ocupando a primeira posição na linha de sucessão presidencial e a presidência do Rajya Sabha. Diferente da maioria dos vice-presidentes, um indivíduo pode ser eleito vice-presidente indiano por inúmeras vezes. O vice-presidente indiano atua como Presidente, quando este não está apto a exercer suas funções, sendo eleito para um mandato de cinco anos. O último vice-presidente indiano foi Jagdeep Dhankhar, eleito em 2022 e que renunciou ao cargo em 2025.